# Pseudopoda trigonia
Espèce
Pseudopoda trigonia est une espèce d'araignées aranéomorphes de la famille des Sparassidae.

## Distribution
Cette espèce est endémique du Bhoutan. Elle se rencontre vers Phuntsholing.

## Description
Le mâle holotype mesure 12,1 mm.

## Systématique et taxinomie
Cette espèce a été décrite par   Zhang (d), Jäger et Liu (d) en 2023.

## Publication originale
- Zhang, Zhu, Zhong, Jäger & Liu, 2023 : « A taxonomic revision of the spider genus Pseudopoda Jäger, 2000 (Araneae: Sparassidae) from East, South and Southeast Asia. » Megataxa, vol. 9, no 1, p. 1-304.